# Selezione maschile di calcio dell'Isola di Pasqua
La selezione di calcio dell'Isola di Pasqua è la squadra di calcio ufficiale dell'Isola di Pasqua, ed è affiliata dal 2009 alla federazione calcistica del Cile come CF Rapa Nui.
Come nazionale invece non è affiliata né alla FIFA né all'OFC e quindi non può partecipare alle manifestazioni delle due organizzazioni.
Come club (CF Rapa Nui) nel 2009-2010 ha partecipato alla 32ª edizione della Copa Chile, giocando in casa contro una delle più forti squadre cilene, il Colo-Colo, e perdendo 4 - 0. Questa partita è stata il debutto ufficiale dell'Isola di Pasqua nel calcio.
Prima di ogni partita la selezione esegue la Haka, come la Nazionale neozelandese di rugby.